# Козюра Сергій Лаврентійович
Сергій Лаврентійович Козюра (1888, село Новоолександрівка, тепер Харківська область — 1968) — радянський діяч, голова Полтавської ради робітничих і солдатських депутатів. Член ВУЦВК. Член Центральної контрольної комісії КП(б)У в 1930—1934 роках.

## Життєпис
Народився в селянській родині на Харківщині (за іншими даними — в Павлоградському повіті Катеринославської губернії). У 1908 році закінчив Олександрівське середньотехнічне училище.
У 1908—1913 роках — студент механічного відділення Харківського технологічного інституту, інженер за фахом.
З 1913 року — на військовій службі в російській імператорській армії.
Член РСДРП(б) з 1914 року.
У квітні 1917 — січні 1918 року — голова Полтавської ради робітничих і солдатських депутатів.
Учасник громадянської війни в Росії. Навесні 1918 року — командувач Першої революційної армії, яка вела бої з німецькими військами. У 1919—1920 роках — Харківський окружний військовий комісар, член Революційної військової ради Полтавської групи військ 12-ї армії РСЧА, Полтавський військовий комісар. З жовтня 1920 до березня 1921 року — в 1-й Кінній армії РСЧА.
З 1921 року — на відповідальній господарській та дипломатичній роботі.
На 1930-й рік — керівник інспекції транспорту та зв’язку ЦКК КП(б)У — Народного комісаріату робітничо-селянської інспекції Української СРР.
З серпня 1941 року — на політичній роботі в Червоній армії, учасник німецько-радянської війни. У 1942—1943 роках служив заступником начальника із політичної частини госпіталю легкопоранених № 1403 41-ї армії Калінінського фронту. З серпня 1944 до 1945 року — заступник начальника із політичної частини госпіталю для легкопоранених № 5554 2-го Українського фронту.
Подальша доля невідома.

## Звання
- батальйонний комісар
- майор

## Нагороди
- орден Вітчизняної війни ІІ ступеня (8.06.1945)
- орден Червоної Зірки (12.03.1943)
- медалі
- Почесний громадянин міста Полтави